# Chrysler LeBaron
Chrysler LeBaron (або Chrysler Imperial LeBaron) — спочатку був класичним автомобілем класу люкс, що виробляла компанія LeBaronз 1930-х років, на шасі компанії Chrysler, які конкурували з іншими розкішними автомобілями епохи, такими як Lincoln і Packard. Компанія LeBaron була придбана компанією Chrysler у 1953 році разом з її материнською компанією Briggs Manufacturing.
LeBaron став одним з найтриваліших шильдиків у історії Chrysler. Перші моделі LeBaron були позначені як найпрестижніші версії автомобілів Imperial і продавались з 1957 по 1975 рік.
Chrysler LeBaron був введений як самостійна модель в 1977 році в найнижчій ціновій ніші Chrysler. Модель проіснувала в продажу до 1995 року. Назва "LeBaron" відтоді використовувалась для п'яти різних автомобілів Chrysler:

## Chrysler LeBaron (M-body)

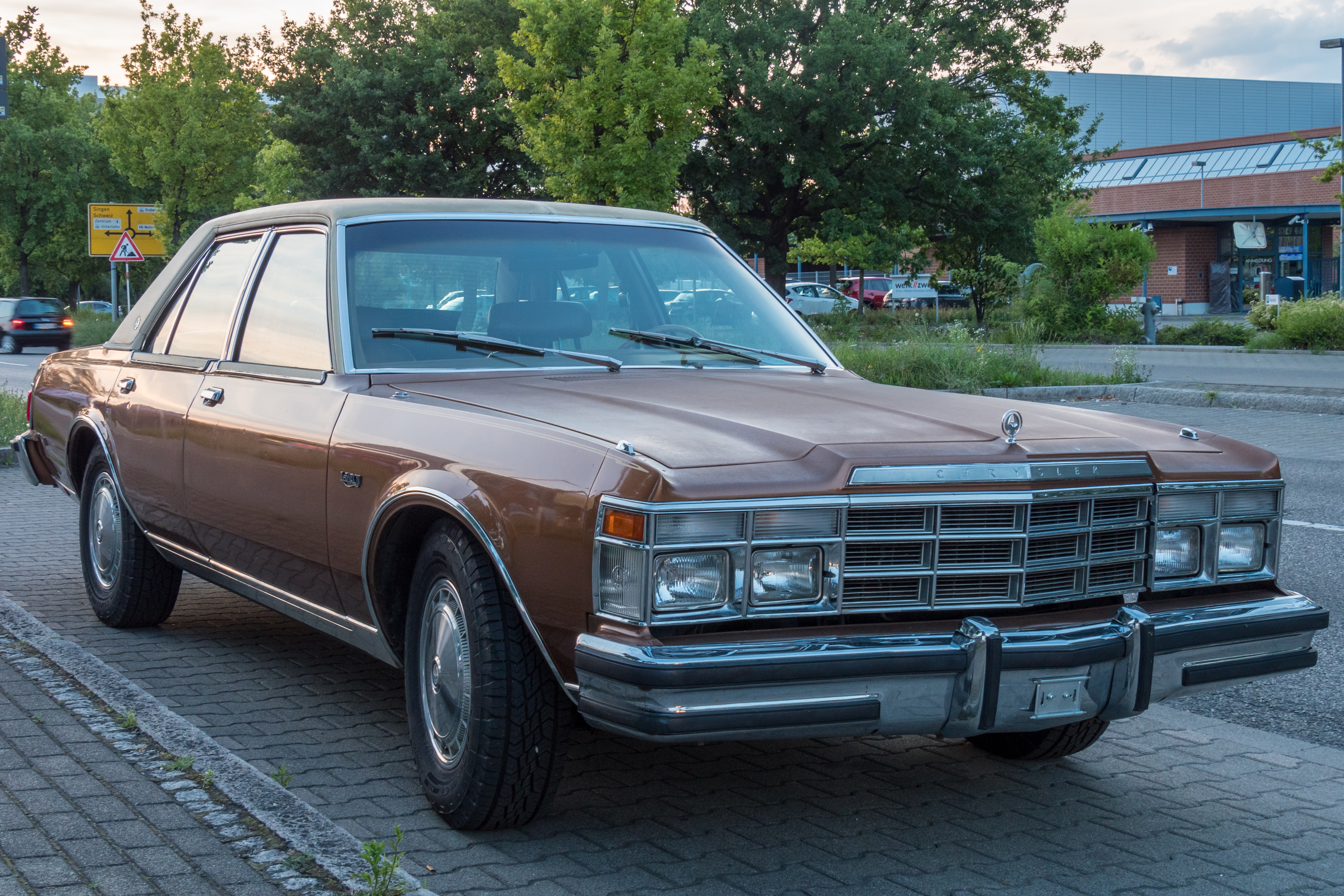
Chrysler LeBaron (M-body)

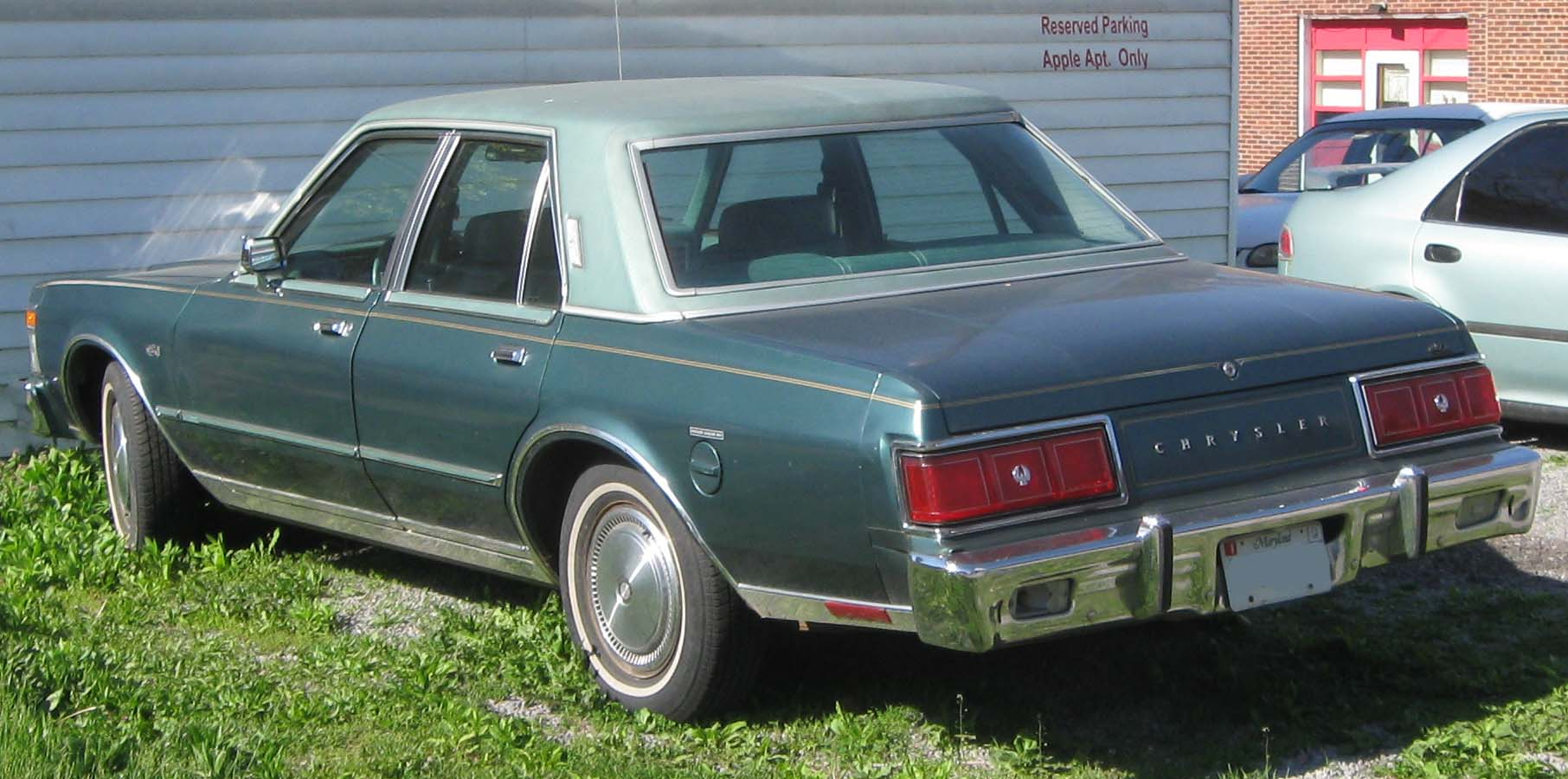
Chrysler LeBaron (M-body)

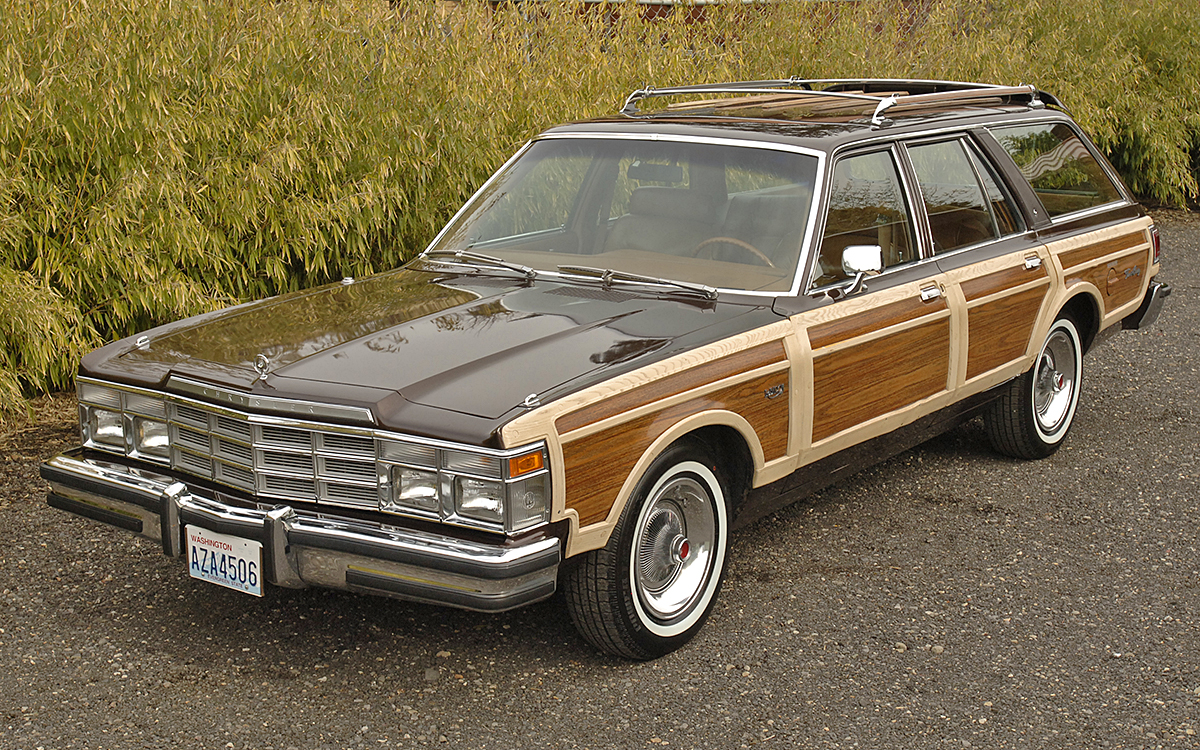
Chrysler LeBaron Town & Country (M-body)

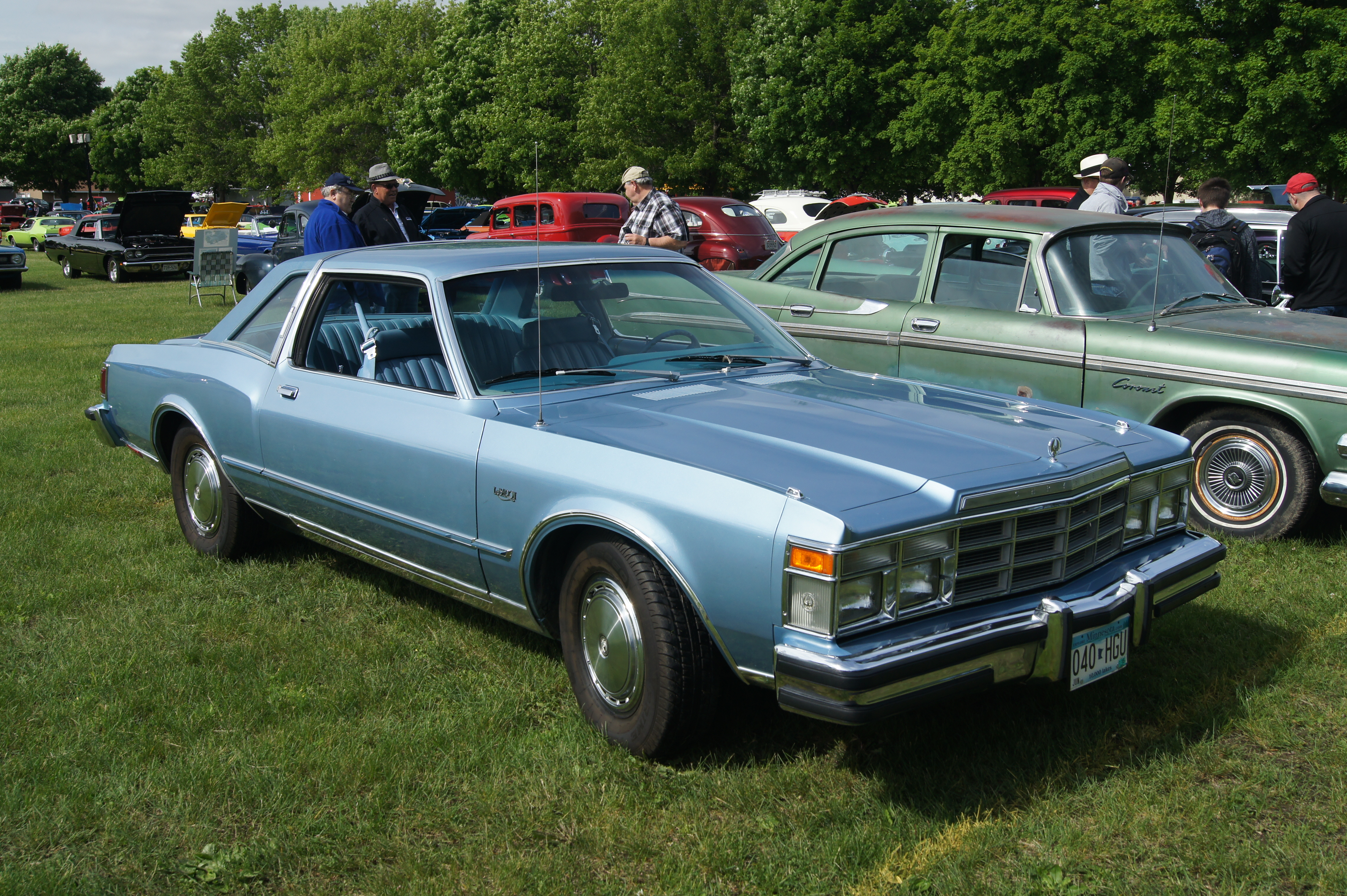
Chrysler LeBaron (M-body)

У травні 1977 року Chrysler представив модель LeBaron як більш компактну альтернативу традиційним повнорозмірним автомобілям марки. Розкішний автомобіль був розроблений як відповідь Chrysler Group на Cadillac Seville та Lincoln Versailles.
З моделлю LeBaron Chrysler заснував нове сімейство моделей, яке було узагальнено під назвою M платформа. Фактично, LeBaron був таким же новим, як і конкуренти General Motors та Ford. LeBaron вдався в значній мірі до платформи Chrysler F і, таким чином, технічно і зовні був тісно пов'язаний з Dodge Aspen та Plymouth Volare.
LeBaron був доступний як седан, купе і - з 1978 року - як універсал, який отримав традиційну назву Town&Country. До 1979 року всі версії кузова базувалися на одній колісній базі; однак, з підтяжкою обличчя 1980 року, LeBaron Coupe отримав колісну базу, скорочену на 10 дюймів.
В якості приводу спочатку служив лише 5,2-літровий восьмициліндровий двигун; з 1978 по 1981 рік був альтернативно також шестициліндровий нахил з доступним об’ємом 3,7 літра. У модельні роки 1978 і 1979 років також можна було поставити 5,9-літровий восьмициліндровий двигун.
Стилістично LeBaron був багато в чому ідентичний Dodge Aspen, але мав іншу решітку, окрему композицію світлових блоків з поворотами, які розташовувались над фарами, та модифікований задній кінець. У 1980 році LeBaron отримав комплексний підйом ліфтів із абсолютно новою лінією даху. Стовп тепер був набагато крутішим; Крім того, задні крила купе були сконструйовані по прямій лінії.
В якості варіантів обладнання виступили основна модель, LeBaron S або Special як стартова модель зі зменшеним обладнанням, а також топ-моделі LeBaron Salon і LeBaron Medallion. Особливою моделлю, яка була запропонована лише в 1980 році, було LeBaron Fifth Avenue Edition. Він передбачав дизайн пізніших моделей Chrysler New Yorker та Chrysler Fifth Avenue.
З 1977 по 1981 рік загалом 431 616 примірників Лебарона. Компанія Chrysler Group, що належить бренду Dodge, пропонувала з 1977 року під назвою Dodge Diplomat власну, трохи простішу версію LeBaron. Дипломат був дешевший за Лебарон, але продавався набагато гірше. Крім того, на канадському ринку була доступна версія Plymouth під назвою Caravelle.

### Двигуни
- 3.7 L Slant 6 I6
- 5.2 L LA V8
- 5.9 L LA V8

## Chrysler LeBaron (K-body)

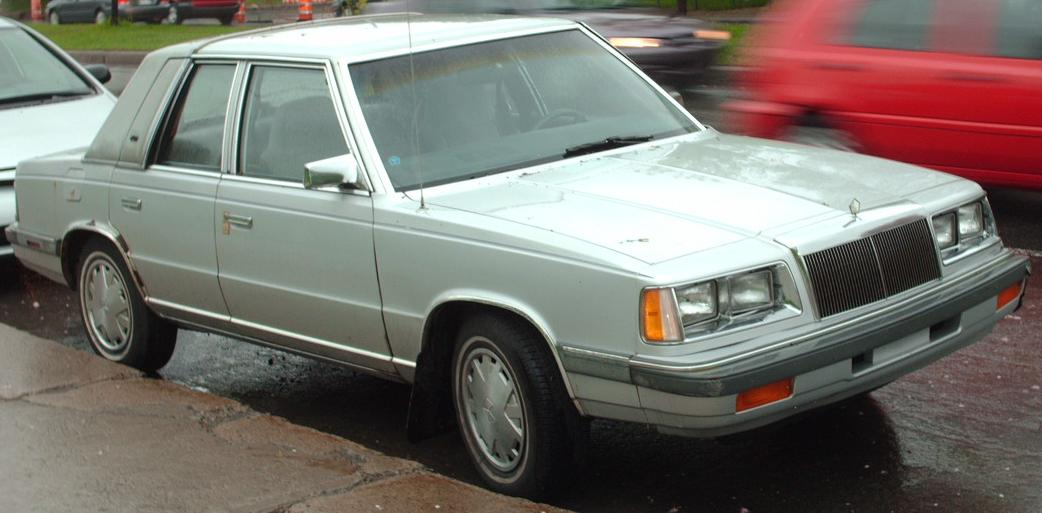
Chrysler LeBaron (K-body)

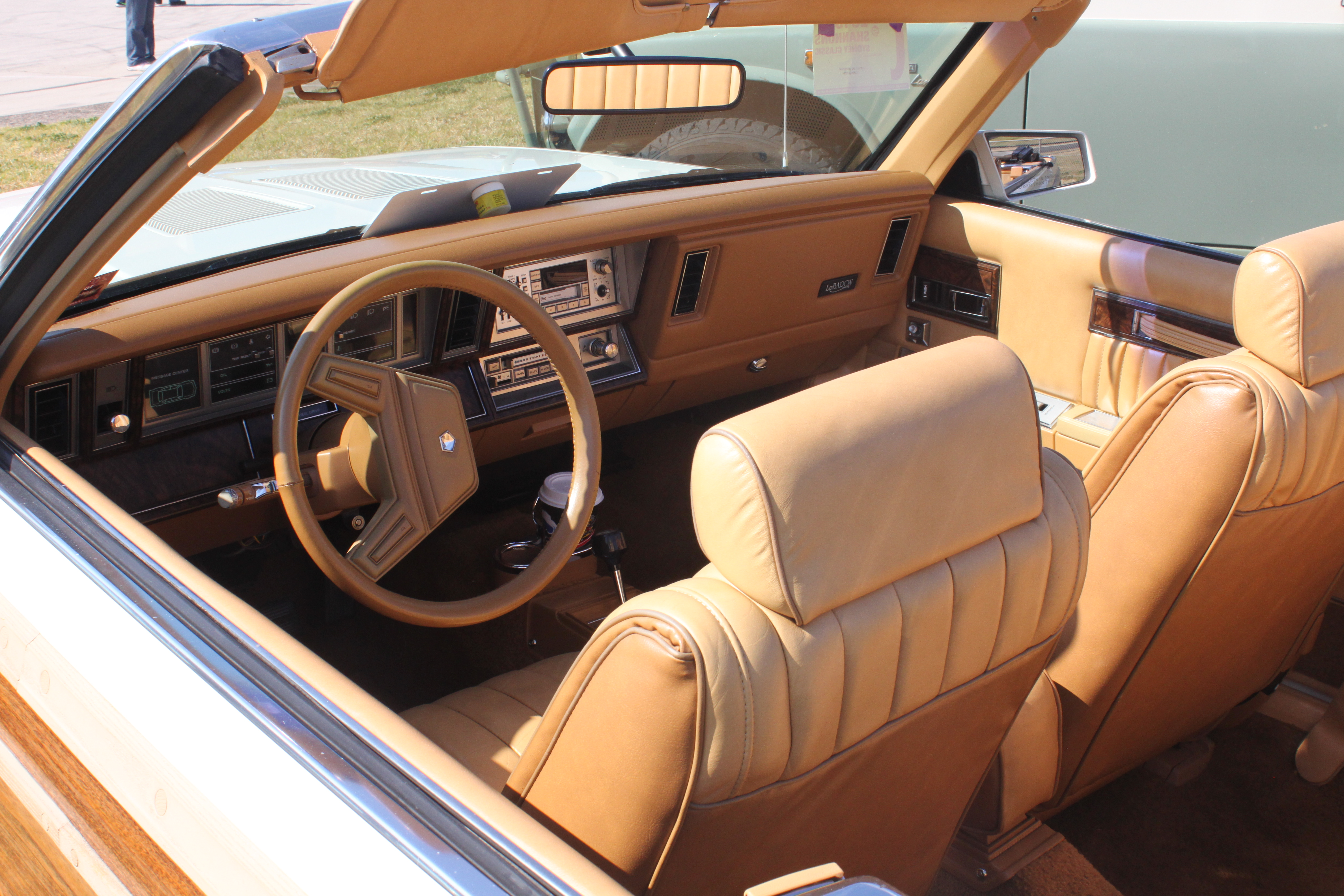
Chrysler LeBaron (K-body)

1982-1988 K-body компактний LeBaron в кузовах седан, купе, кабріолет та універсал.

### Двигуни
- 2.2 L K I4
- 2.2 L Turbo I I4
- 2.5 L K I4
- 2.6 L Mitsubishi G54B I4

## Chrysler LeBaron GTS (H-body)

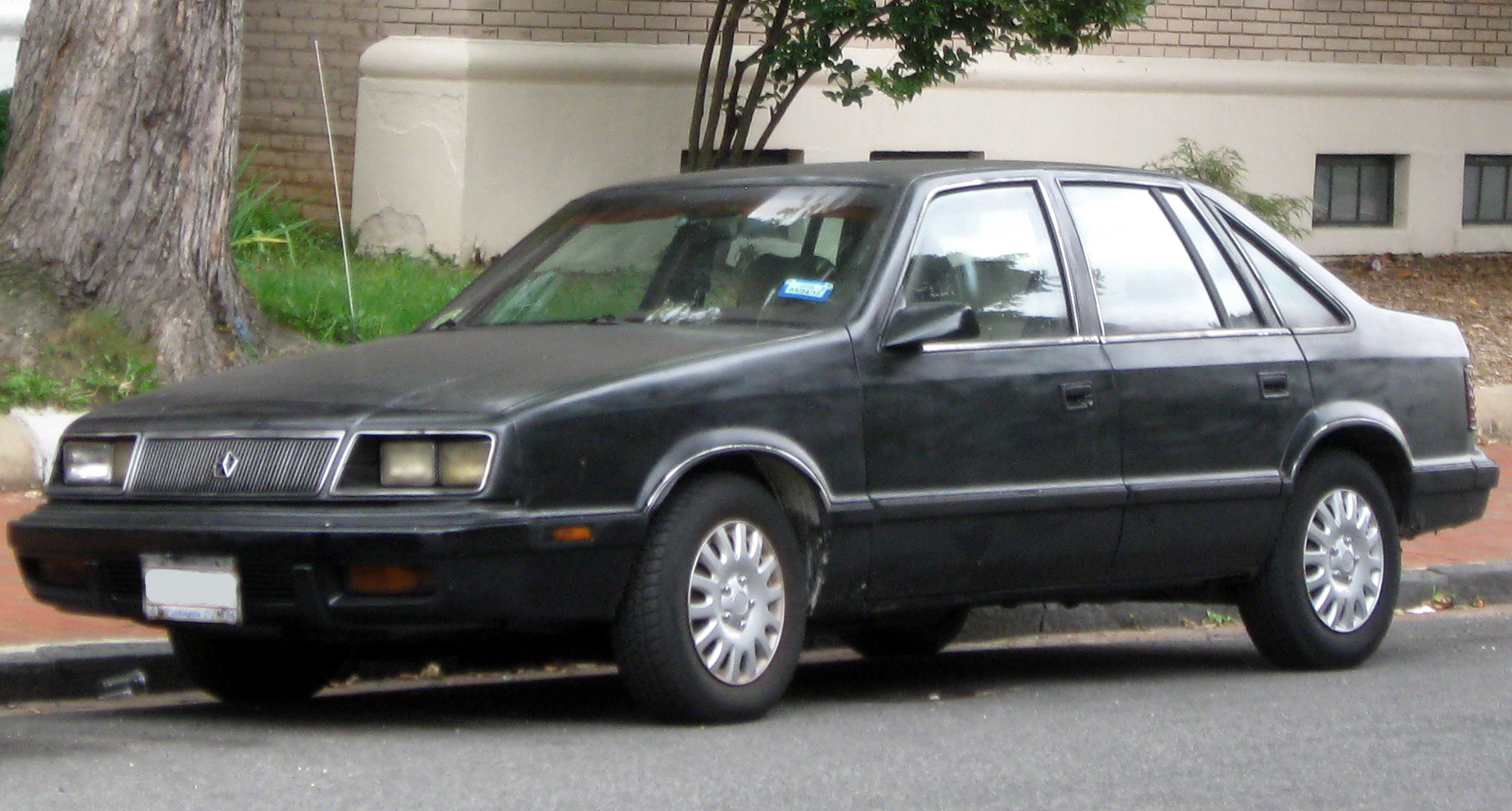
Chrysler LeBaron GTS (H-body)

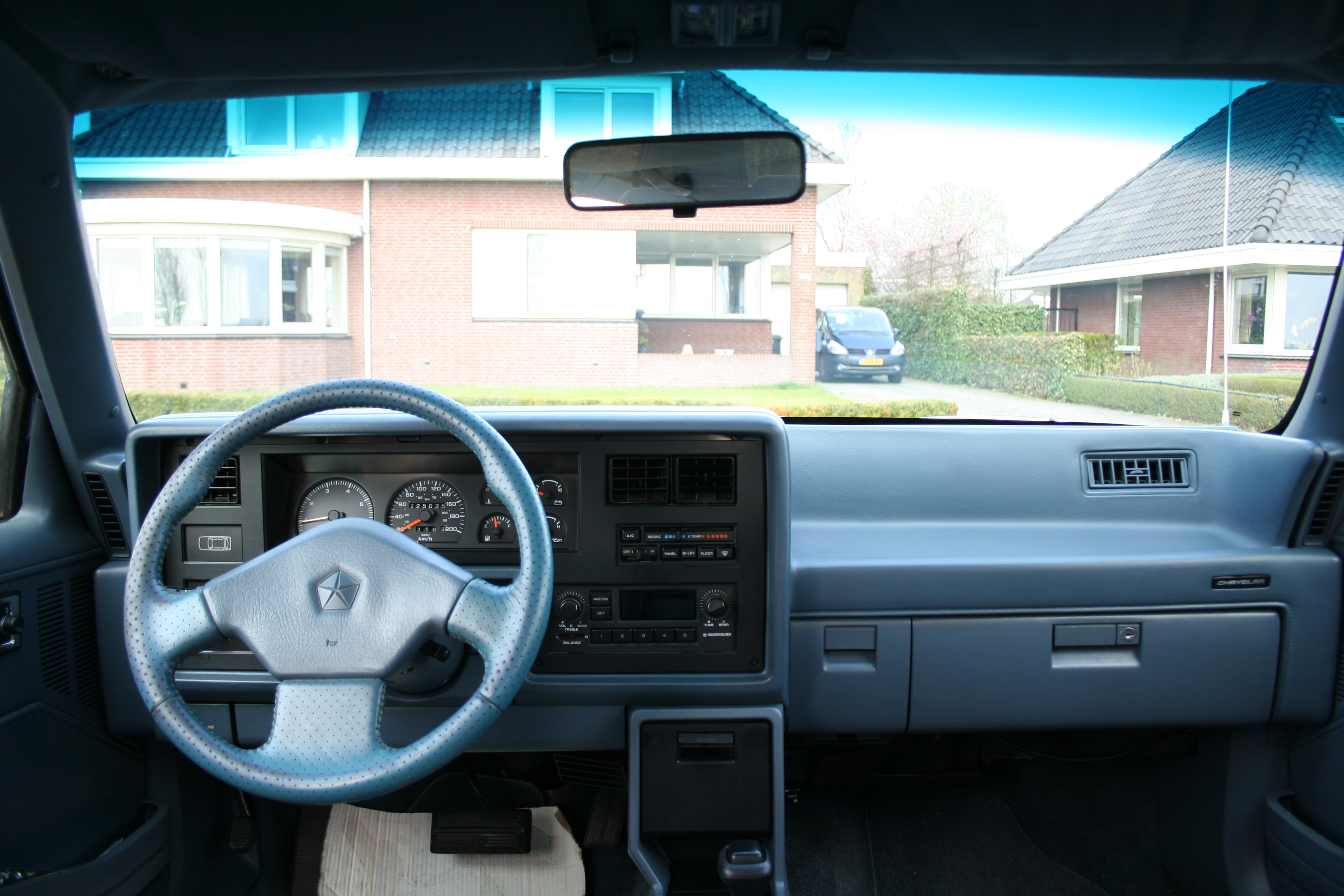

1985-1989 H-body середньорозмірний хетчбек LeBaron GTS.

### Двигуни
- 2.2 L K I4
- 2.2 L Turbo I I4
- 2.2 L Turbo II I4
- 2.5 L K I4

## Chrysler LeBaron (J-body)

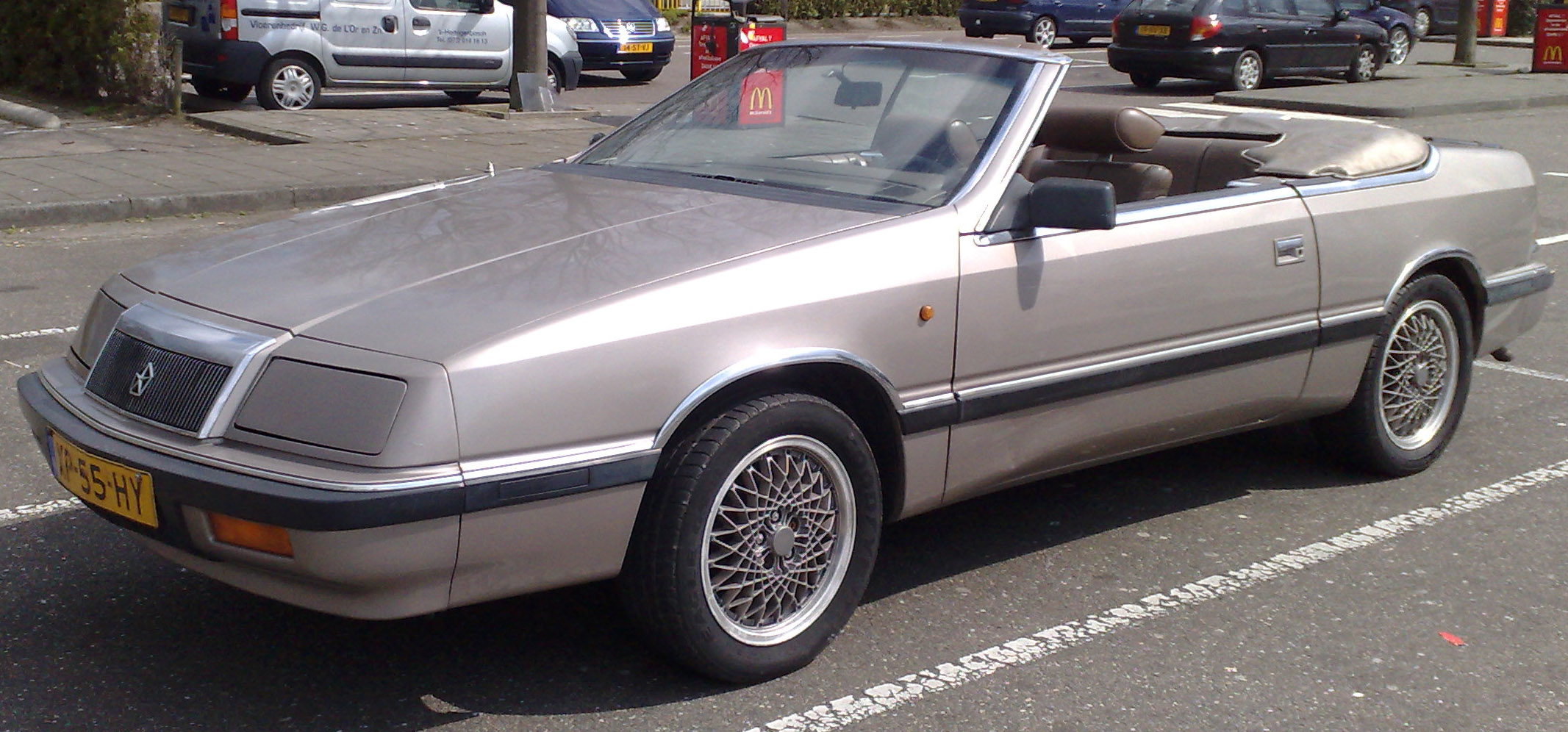
Chrysler LeBaron (J-body)

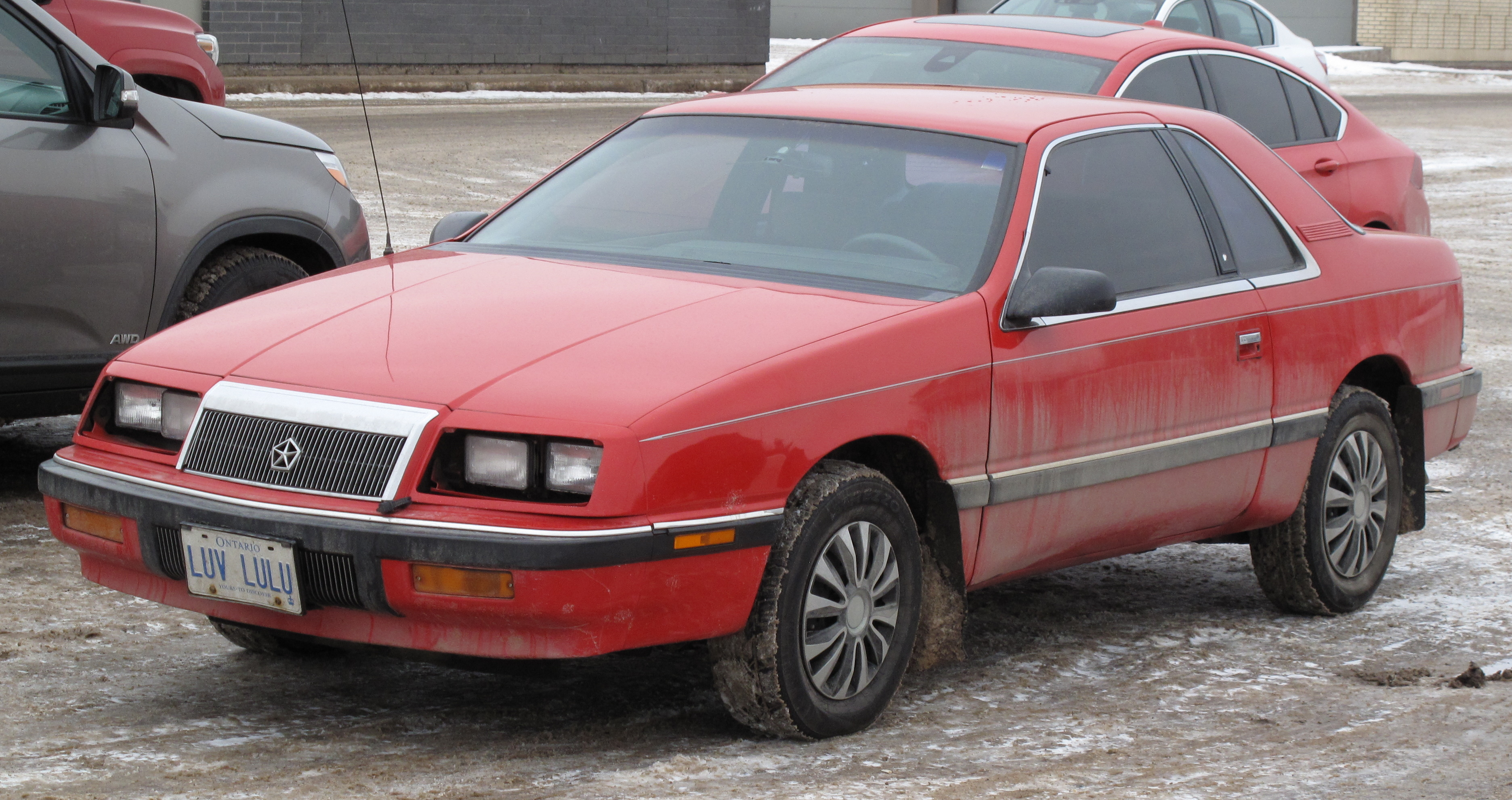
Chrysler LeBaron (J-body)

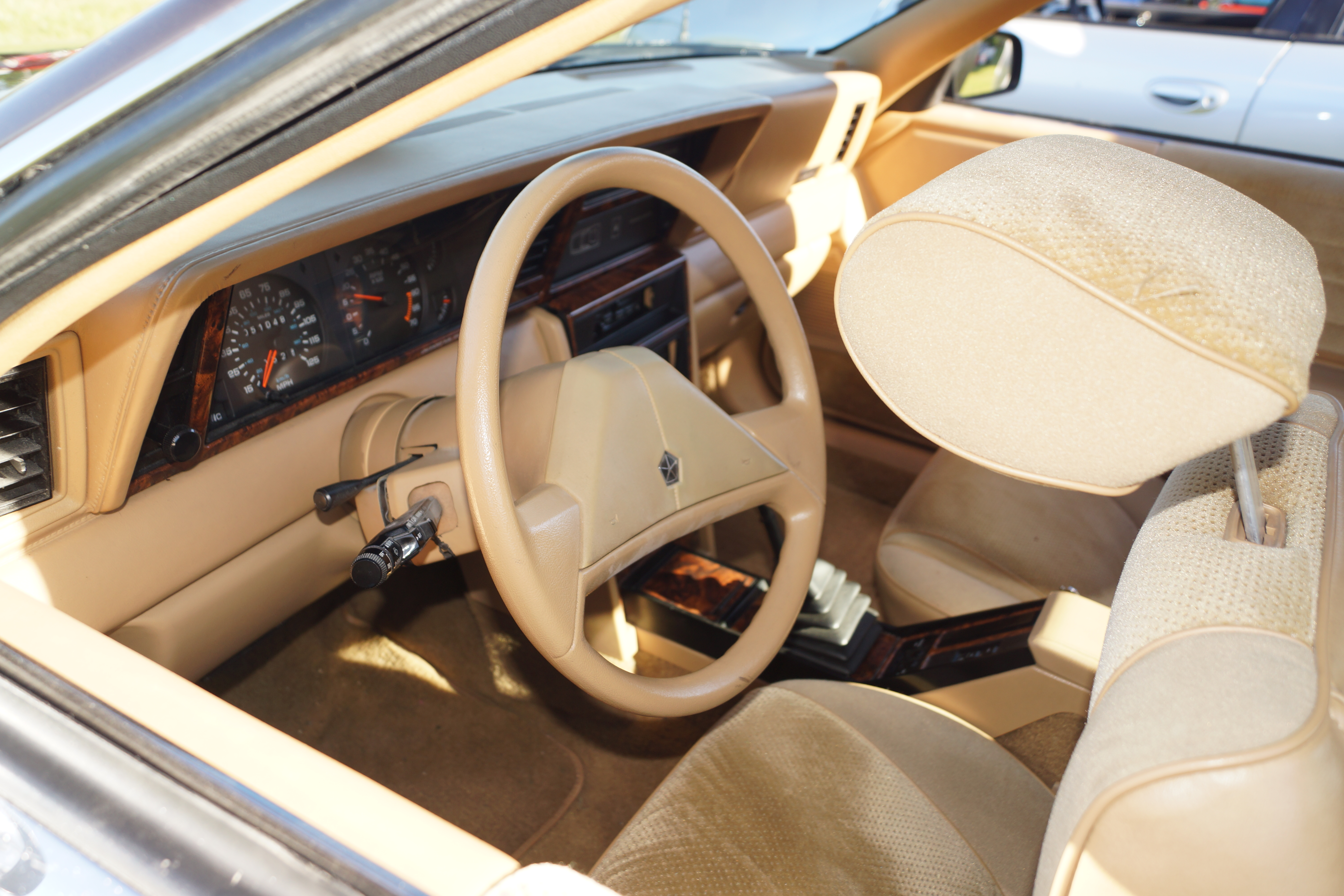

1987-1995 J-body персональне розкішне купе і кабріолет LeBaron.

### Двигуни
- 2.2 L Turbo I I4
- 2.2 L Turbo II I4
- 2.2 L Turbo III I4 (Мексика)
- 2.5 L K I4
- 2.5 L Turbo I4
- 3.0 L Mitsubishi 6G72 V6

## Chrysler LeBaron (AA-body)

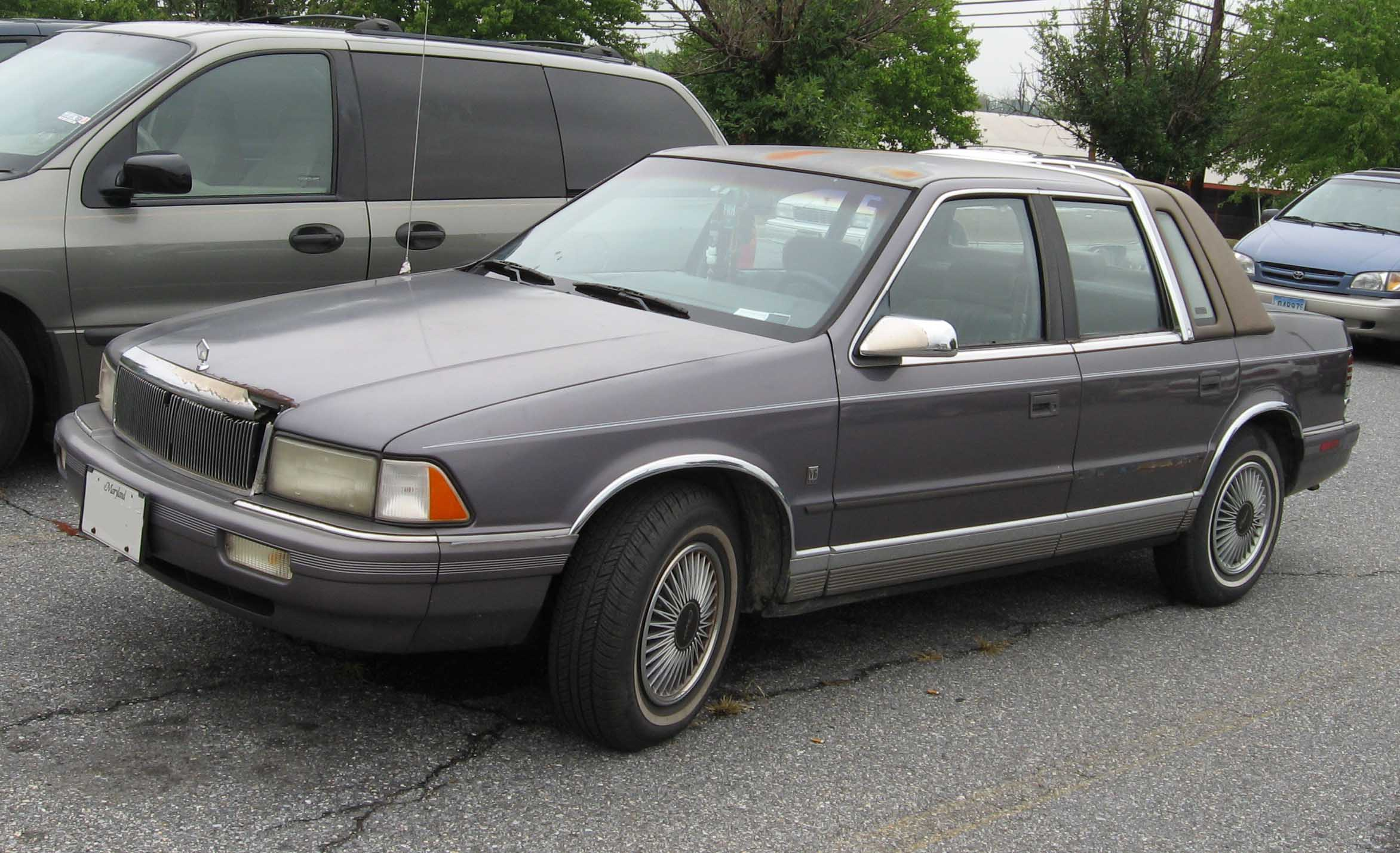
Chrysler LeBaron (AA-body)

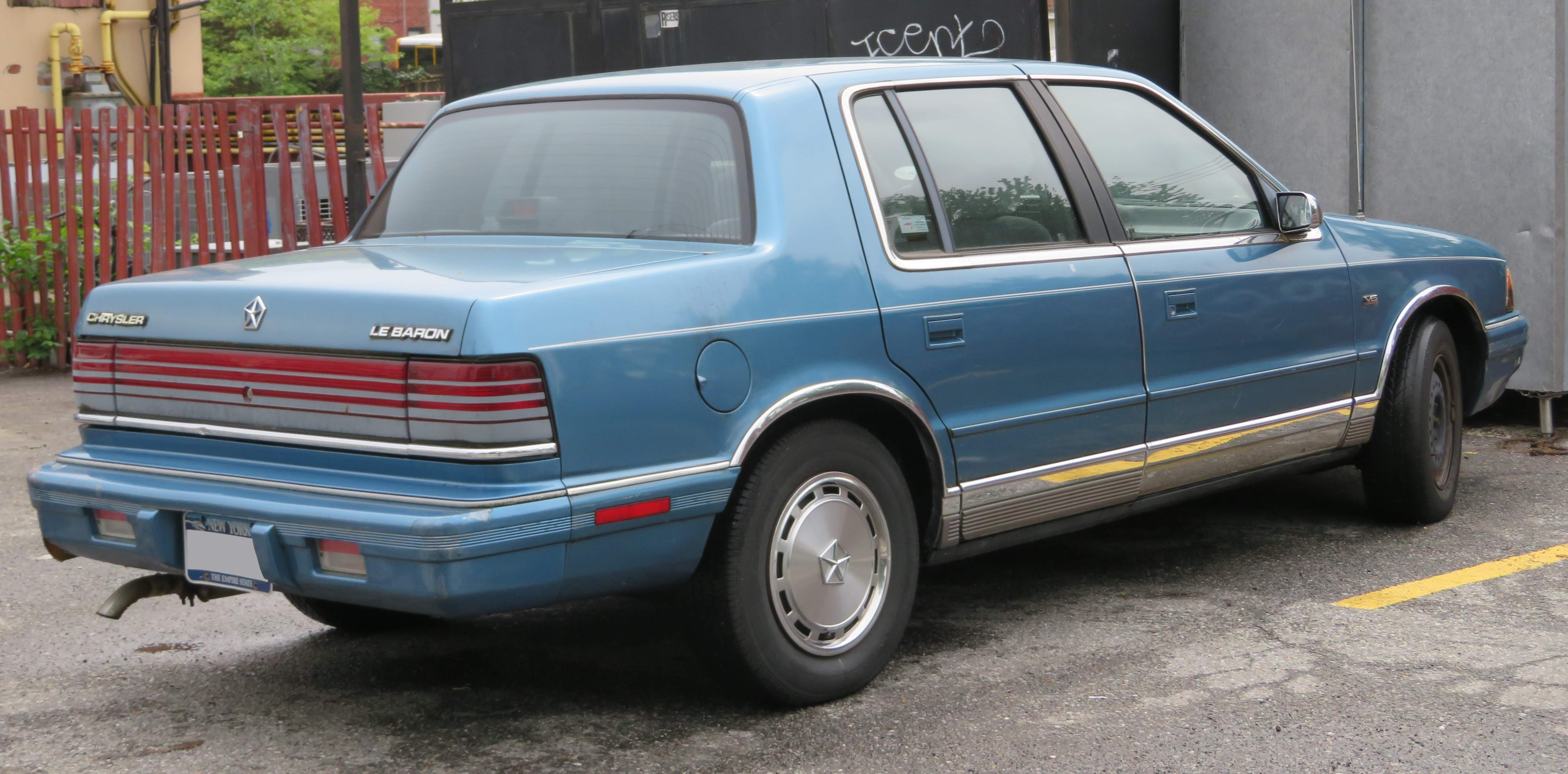
Chrysler LeBaron (AA-body)

1990-1994  середньорозмірний седан LeBaron розроблений на платформі AA-body разом з Chrysler Saratoga та Dodge Spirit.

### Двигуни
- 2.5 L Chrysler K I4 100 к.с.
- 3.0 L Mitsubishi 6G72 V6 141 к.с.